# Interiors
Interiors (Brasil: Interiores / Portugal: Intimidade) é um filme norte-americano de 1978, do gênero drama, dirigido por Woody Allen  e estrelado por Diane Keaton e Geraldine Page.

## Produção
Interiors é o primeiro filme "sério" de Woody Allen, o primeiro que ele chamou de "importante" e o primeiro em que não atuou. O projeto recebeu luz verde da United Artists após o grande sucesso de público e crítica obtido pelo premiado Annie Hall, sua película anterior.
O filme trai a influência de Ingmar Bergman, um dos heróis de Allen, (principalmente o Bergman do drama familiar Gritos e Sussurros), o que acabou por se voltar contra o diretor, pois parte da crítica viu o resultado como pretensioso, como se tivesse o propósito deliberado de chocar e embaraçar -- e, afinal, até fazer rir.
Houve também quem o visse como mera imitação do cineasta sueco, mas, por outro lado, outros o defenderam como uma respeitável homenagem (não cópia) de Allen a seu ídolo. Para Leonard Maltin, Interiors não é para todo  mundo, porém é extremamente bem feito. O público da época considerou-o excessivamente lento, e Interiors fracassou nas bilheterias.
Apesar de toda a polêmica, ou por isso mesmo, o filme acumulou diversos prêmios e recebeu cinco indicações ao Oscar, inclusive para o próprio Allen e as atrizes Geraldine Page e Maureen Stapleton .
Para Ken Wlaschin, Interiors mostra uma das dez melhores atuações de Diane Keaton.

## Sinopse
Rico e insensível, Arthur anuncia que vai deixar a esposa Eve, que tem problemas emocionais. Com isso, as filhas Flyn, Joey e Renata se unem para tentar ajudá-la. Um dia, Arthur retorna da Grécia com a espirituosa Pearl a tiracolo e diz que pretendem casar-se. A esta altura, Eve já tentara o suicídio.
Entre uma tentativa de estupro e estranhamentos entre as irmãs, tudo indica que uma tragédia se desenha no horizonte.

## Principais premiações
| Patrocinador                                            | Prêmio       | Categoria | Situação                      |
| ------------------------------------------------------- | ------------ | --- | ----------------------------- |
| Academia de Artes e Ciências Cinematográficas           | Oscar        | Melhor Diretor Melhor Atriz (Geraldine Page) Melhor Atriz Coadjuvante (Maureen Stapleton) Melhor Roteiro Original Melhor Direção de Arte | Indicado Indicado,Br.Indicado |
| British Academy of Film and Television Arts             | BAFTA Award  | Melhor Atriz Coadjuvante (Geraldine Page) Estreante Mais Promissor(a) (Mary Beth Hurt)                                                   | Vencedor Indicado             |
| Associação de Correspondentes Estrangeiros de Hollywood | Golden Globe | Melhor Diretor Melhor Atriz - Drama (Geraldine Page) Melhor Atriz Coadjuvante - Cinema (Maureen Stapleton) Melhor Roteiro                | Indicado                      |
| New York Film Critics Circle                            | NYFCC Award  | Melhor Atriz Coadjuvante (Maureen Stapleton)                                                                                             | Vencedor                      |
| Writers Guild of America                                | WGA Award    | Melhor Roteiro - Drama | Indicado                      |
| National Board of Review                                | NBR Award    | Dez Melhores Filmes de 1978 | Vencedor                      |

## Elenco
| Ator/Atriz         | Personagem  |
| ------------------ | ----------- |
| Diane Keaton       | Renata      |
| Geraldine Page     | Eve         |
| Mary Beth Hurt     | Joey        |
| Kristin Griffith   | Flyn        |
| E. G. Marshall     | Arthur      |
| Richard Jordan     | Frederick   |
| Maureen Stapleton  | Pearl       |
| Sam Waterston      | Mike        |
| Henderson Forsythe | Juiz Bartel |